# Newborn

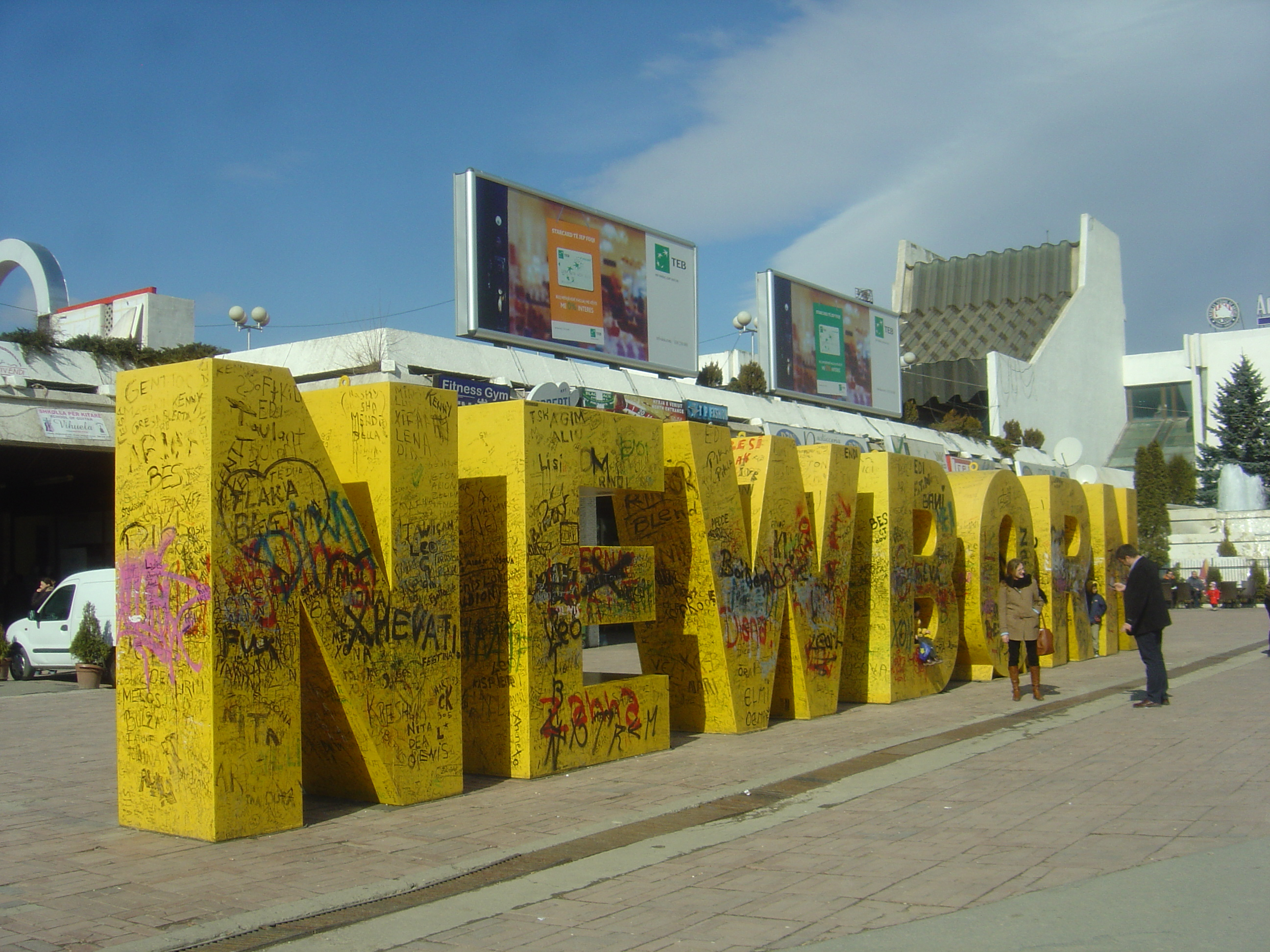
Пам'ятник «NEWBORN» в Приштині, Республіка Косово

NEWBORN — пам'ятник і туристична пам'ятка в Приштині, столиці частково визнаної Республіки Косово. Він розташований навпроти Палацу молоді і спорту і був відкритий 17 лютого 2008 року, в день проголошення незалежності. Пам'ятник являє собою англійське слово «newborn», що складається зі скульптур у вигляді друкованих букв, які спочатку були пофарбовані в яскраво-жовтий колір. Згодом, 2013 року, їх оздобили зображеннями прапорів держав, які визнали незалежність Косова. Пам'ятник щорічно перефарбовується напередодні 17 лютого. NEWBORN привернув увагу міжнародних засобів масової інформації після проголошення незалежності Косова, зокрема, з'явившись на першій шпальті The New York Times.

## Передісторія
Пам'ятник створили Фіснік Ісмаїлі і креативне агентство «Ogilvy Kosova». На церемонії відкриття організатори роздавали чорні перманентні маркери і запросили тодішнього президента Косова Фатміра Сейдіу і прем'єр-міністра республіки Хашима Тачі залишити написи на ньому. Крім перших осіб держави, це також робили деякі з близько 150 000 чоловік, які брали участь у святкуваннях 17 лютого 2008 року.
Вага пам'ятника становить близько 9 тонн. Розмір простору, який він займає, становить 24 метри в довжину, 0,9 метра в ширину і 3 метри у висоту. Букви виконані у шрифті DIN Black. NEWBORN був зведений протягом десяти днів цілодобової роботи.
Слово «Newborn» у перекладі українською означає «Новонароджений». Вибрали просте англійське слово, що означає народження нової країни, її позитивну конотацію, простоту розуміння не-носіями англійської мови та подання Косова як нової, сучасної та модної країни. Жовтий колір, обраний у поєднанні з блакитними прапорами й гаслами, символізували кольори нового прапора держави, а також кольору Європейського Союзу.

## Міжнародне визнання
Пам'ятник з прапорами став володарем призів у шести великих міжнародних змаганнях у галузі дизайну. Він здобув Золотого лева на 55-му щорічному Міжнародному фестивалі реклами «Каннські леви».